# Le Soldat américain
Pour plus de détails, voir Fiche technique et Distribution.
Le Soldat américain (titre original : Der amerikanische Soldat) est un film allemand réalisé par Rainer Werner Fassbinder, sorti en 1970. 

## Synopsis
À Munich, trois policiers ont enrôlé Ricky, un tueur à gages américain, mais natif de Munich, qui rentre du Vietnam. Ricky doit éliminer plusieurs personnes.

## Fiche technique
Cette fiche technique est issue de l'ouvrage Fassbinder.
- Titre français : Le Soldat américain
- Titre original : Der amerikanische Soldat
- Réalisation : Rainer Werner Fassbinder
- Scénario : Rainer Werner Fassbinder
- Photographie : Dietrich Lohmann
- Montage : Thea Eymèsz
- Décors : Kurt Raab, Rainer Werner Fassbinder
- Musique : Peer Raben
- Société de production : antitheater-X-Film
- Société de distribution : Filmverlag der Autoren (35 mm)/AV-Film (16 mm)
- Pays d'origine :  Allemagne de l'Ouest
- Langue : Allemand
- Durée du tournage : 15 jours (août 1970)
- Lieu de tournage : Munich
- Budget : env. 280.000 DM
- Format : Noir et blanc — 35 mm — 1,33:1 — Son : Mono
- Genre : Film dramatique
- Durée : 80 minutes (1 h 40)
- Dates de sortie : 
  -  Allemagne de l'Ouest : 9 octobre 1970 (Festival international du film de Mannheim-Heidelberg) / 27 novembre 1970 (sortie nationale)
  -  États-Unis : 23 juillet 1971
  -  Japon : 25 septembre 1971
  -  Royaume-Uni : 27 avril 1973
  -  France : 19 juin 1974

## Distribution
- Karl Scheydt : Richard Murphy/von Rezzori, dit Ricky
- Elga Sorbas : Rosa
- Jan George : Jan
- Margarethe von Trotta : la femme de chambre
- Hark Bohm : Doc
- Ingrid Caven : la chanteuse
- Eva Ingeborg Scholz : la mère de Ricky
- Kurt Raab : le frère de Ricky
- Marius Aicher : policier
- Gustl Datz : chef de la police
- Marquard Bohm : détective privé
- Rainer Werner Fassbinder : Franz
- Katrin Schaake : Magadalena Fuller
- Ulli Lommel : un tzigane
- Irm Hermann : une prostituée